# Régis Wargnier
Régis Wargnier (ur. 18 kwietnia 1948 w Metzu) – francuski reżyser i scenarzysta filmowy.

## Życiorys
Największy rozgłos i uznanie przyniósł mu obsypany nagrodami melodramat Indochiny (1992) z nominowaną do Oscara za najlepszą rolę pierwszoplanową Catherine Deneuve. Indochiny otrzymały Oscara dla najlepszego filmu nieanglojęzycznego. Nominację w tej kategorii uzyskał również kolejny film Wargniera, Wschód - Zachód (1999).
Zasiadał w jury konkursu głównego na 55. MFF w Cannes (2002) oraz w jury Złotej Kamery na 66. MFF w Cannes (2013).

## Filmografia
- Kobieta mego życia (1986)
- Pan na zamku (1989)
- Indochiny (1992)
- Francuzka (1995)
- Wschód - Zachód (1999)
- Coeurs d'athlètes (2003)
- Człowiek człowiekowi (2005)
- Jedź i długo nie wracaj (2007)